# 五所川原市立三好中学校
五所川原市立三好中学校（ごしょがわらしりつ みよしちゅうがっこう）は、青森県五所川原市大字鶴ヶ岡にあった公立中学校。

## 概要
1947年4月に三好小学校の開校とともに併設された中学校で、その後人口増加にともない小学校が藻川小学校と鶴ヶ岡小学校に分かれた後は、地区の中学校として先述の2小学校の進学先として設置されていた。
その後、人口減少にともない2004年3月31日をもって閉校した。閉校後、同年4月1日からは藻川小学校と鶴ヶ岡小学校を統合して開校した、新制の三好小学校が施設を使用開始した。
閉校後、当校の学区の生徒は五所川原第一中学校にスクールバスで通学している。

## 沿革
- 1947年（昭和22年）
  - 4月1日 - 三好村立三好中学校として開校[2]。
  - 4月21日 - 三好小学校校舎へ併設。開校式を挙行。
- 1949年（昭和24年）4月1日 - 校章を制定。
- 1951年（昭和26年）
  - 9月12日 - 新校舎を落成。
  - 9月26日 - 校舎落成式を挙行。
- 1954年（昭和29年）
  - 8月1日 - 新校章を制定。
  - 10月1日 - 町村合併に伴い、「五所川原市立三好中学校」に改称。
- 1958年（昭和33年）
  - 3月1日 - 校旗を作成。校歌を制定。
  - 鶴ヶ岡小学校へ移転[2]。
- 1960年（昭和35年）12月 - 屋内体操場を落成。
- 1965年（昭和40年） - 校地を拡張（2反2畝21歩）[2]。
- 1968年（昭和43年） - 岩木川河畔の三好グラウンドを使用開始[2]。
- 1983年（昭和58年）5月26日 - 日本海中部地震により被災[2]。
- 1992年（平成4年） - 新校舎と食堂棟を落成[2]。
- 1993年（平成5年） - 新体育館を落成[2]。
- 1994年（平成6年） - グラウンドを設置[2]。
- 2004年（平成16年）
  - 2月7日 - 閉校式を挙行[1]。
  - 3月31日 - 五所川原第一中学校（五所川原市松島町）への統合に伴い、閉校[1]。
  - 4月1日 - 新制の三好小学校が施設を使用開始[2]。

## 周辺
- 青森県道151号蒔田五所川原線
- 三好郵便局
- 岩木川